# Bloodbath

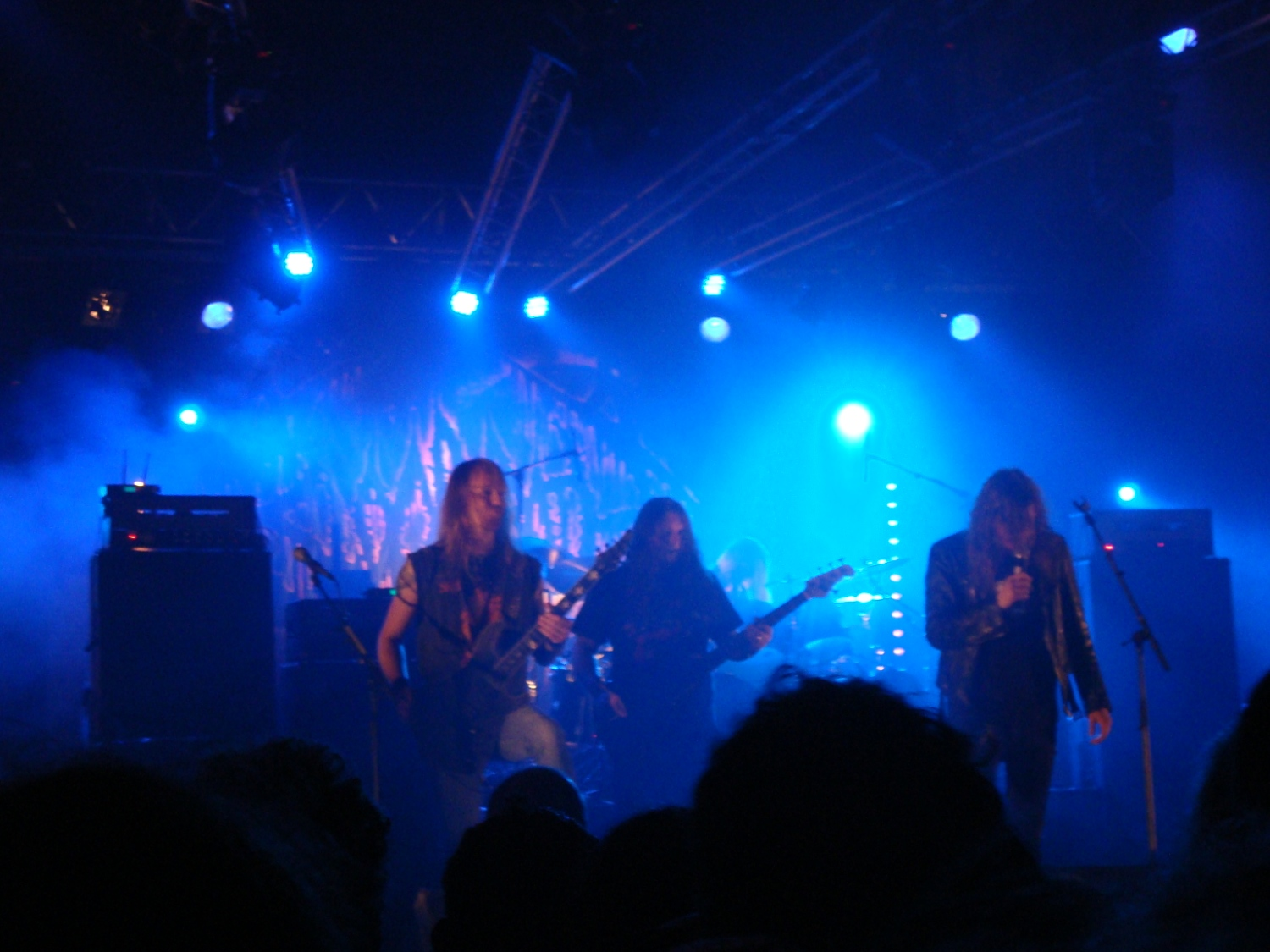
Bloodbath in 2010

Bloodbath is een Zweedse deathmetalband opgericht in 1998. Ze zijn een 'tributeband' aan de oorspronkelijke pioniers van Zweedse deathmetal, zoals Dismember en Entombed.

## Bezetting
Huidige leden
- Anders "Blakkheim" Nyström (Katatonia) - gitaar (sinds 1998)
- Per "Sodomizer" Eriksson (Katatonia) - gitaar (sinds 2007)
- Jonas Renkse (Katatonia) - basgitaar (sinds 1998)
- Martin Axenrot (Opeth) - drum (sinds 2004)
- Nick Holmes (Paradise Lost) - zang (sinds 2014)

Voormalige leden
- Mikael Åkerfeldt (Opeth) - zang (1998-2004, 2005, 2007-2012)
- Dan Swanö - drum (1998-2004), gitaar (2004-2006)
- Peter Tägtgren (Hypocrisy) - zang (2004-2005)

## Discografie

### Studioalbums
- Resurrection Through Carnage (2002)
- Nightmares Made Flesh (2004)
- The Fathomless Mastery (2008)
- Grand Morbid Funeral (2014)
- The Arrow Of Satan Is Drawn (2018)
- Survival of the Sickest (2022)

### Ep's
- Breeding Death (1999)
- Unblessing the Purity (2008)

### Livealbums/dvd's
- The Wacken Carnage (2008)
- Bloodbath Over Bloodstock (2011)